# Fjölnir (langage)
Pour les articles homonymes, voir Fjölnir.
Fjölnir (également Fjolnir ou Fjoelnir) est un langage de programmation développé par le professeur d'informatique à l'université d'Islande Snorri Agnarsson. Il a été utilisé principalement dans les années 1980. Les fichiers sources ont généralement l'extension fjo ou sma.

## Un exemple de code:Hello world
```
;; Hello world en Fjölnir

"hello" < main
{
    main ->
    stef(;)
    stofn
        skrifastreng(;"Hello, world!"),
    stofnlok
}
*
"GRUNNUR"
;

```